# Thomas Hölck

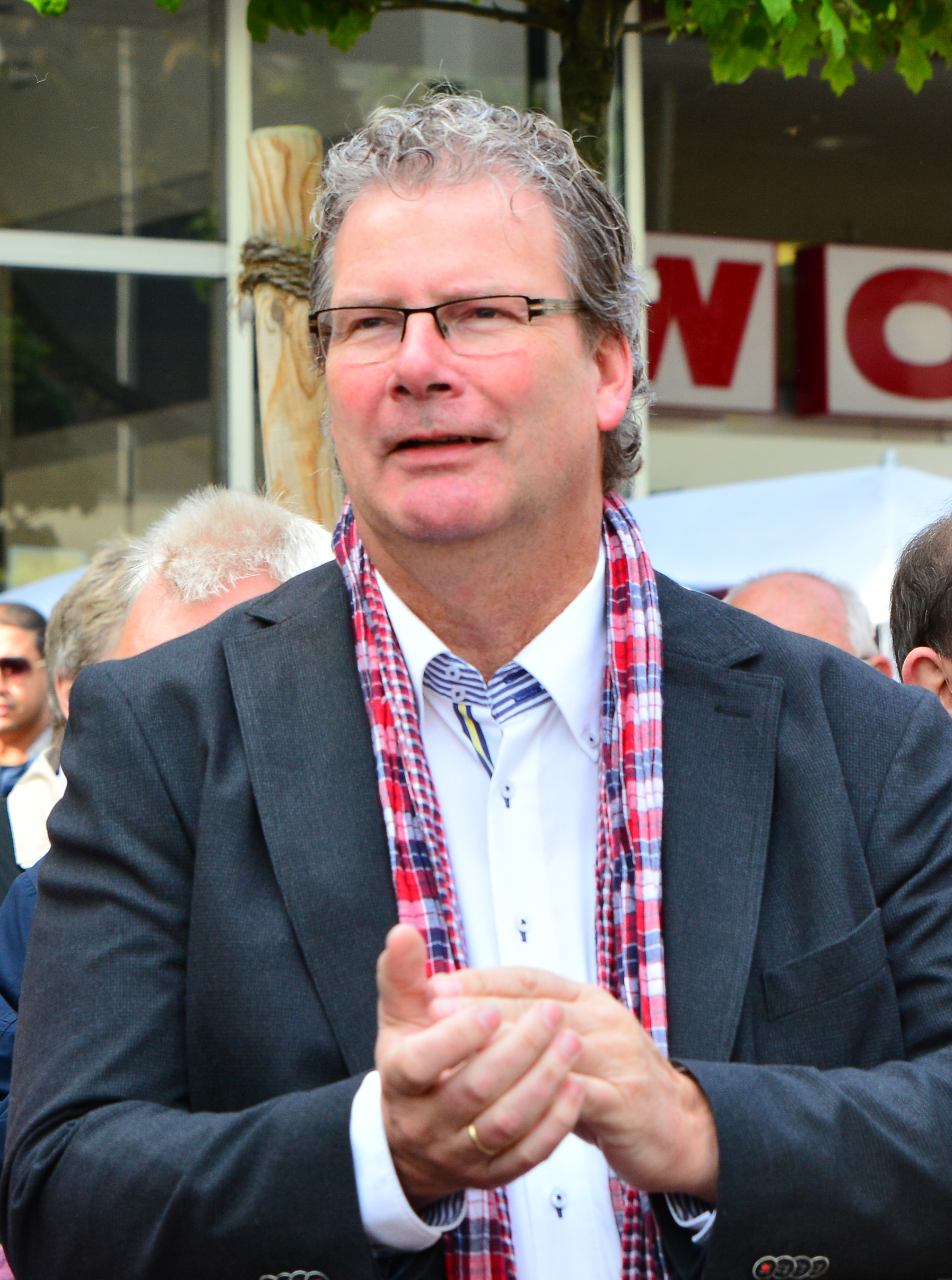
Thomas Hölck 2015

Thomas Hölck (* 21. September 1962 in Hamburg) ist ein deutscher Politiker (SPD), Diplom-Bauingenieur, und seit 2005 Mitglied des Schleswig-Holsteinischen Landtages.

## Leben und Beruf
Nach der Mittleren Reife 1979 machte Hölck bis 1982 eine Lehre zum Maurer und besuchte anschließend die Fachoberschule für Bautechnik, wo er 1983 die Fachhochschulreife erwarb. Anschließend leistete er seinen Zivildienst ab und begann 1984 ein Studium des Bauingenieurwesens an der Fachhochschule Hamburg, welches er 1990 als Diplom-Bauingenieur (FH) beendete. Seitdem ist er als Projektmanager für Industrie- und Gewerbebauten tätig.
Thomas Hölck ist verheiratet und hat zwei Töchter. Er ist evangelischer Konfession.

## Partei
Hölck trat 1979 in die SPD ein und engagierte sich zunächst bei den Jusos, deren Kreisvorstand in Hamburg-Altona er von 1981 bis 1983 angehörte. Seit 2006 ist er Mitglied im Vorstand des SPD-Kreisverbandes Pinneberg, seit 2012 zudem SPD-Kreisvorsitzender.

## Abgeordneter
Hölck gehört seit 1994 der Gemeindevertretung von Haseldorf an.
Von 2005 bis 2009 war er Mitglied des Landtages von Schleswig-Holstein als direkt gewählter Abgeordneter des Wahlkreises Pinneberg-Elbmarschen, in dem er bei der Landtagswahl 2005 42,7 % der Erststimmen erzielte. Er war Mitglied im Innen- und Rechtsausschuss, im Petitionsausschuss und im Richterwahlausschuss.
Bei der Landtagswahl 2009 trat er erneut als Direktkandidat in seinem Wahlkreis an, verlor diesen aber mit 30,7 Prozent der Erststimmen deutlich an seine CDU-Kontrahentin Barbara Ostmeier, die 40,8 % erzielte.
Bei der Landtagswahl 2012 kandidierte Hölck wieder im Wahlkreis Pinneberg-Elbmarschen, unterlag aber mit 37,3 % erneut gegen Barbara Ostmeier, die 39,5 % erreichte. Am 3. November 2014 zog er als Nachrücker für Gitta Trauernicht über die Liste wieder in den Landtag ein. Hölck war in der vorangegangenen Legislaturperiode wohnungsbau- und energiepolitischer Sprecher der SPD-Landtagsfraktion sowie Mitglied im Umwelt- und Agrarausschuss.
Bei der Landtagswahl 2017 zog er erneut über die Landesliste in den Kieler Landtag ein. Für die SPD-Fraktion war er in der 19. Wahlperiode Leiter des Arbeitskreises Wirtschaft sowie wirtschafts- und energiepolitischer Sprecher. Des Weiteren war Mitglied im Wirtschaftsausschuss.
Auch bei der Landtagswahl 2022 wurde er erneut über die SPD-Landesliste in den Landtag gewählt.

## Öffentliche Ämter
Von 1998 bis 2003 war Hölck stellvertretender Bürgermeister der Gemeinde Haseldorf.